# Vandalberto di Prüm
Vandalberto di Prüm, in tedesco Wandalbert von Prüm (Francia, 813 – Prüm, 870 (?)), fu un diacono benedettino tedesco dell'abbazia di Prüm e fu teologo e poeta.

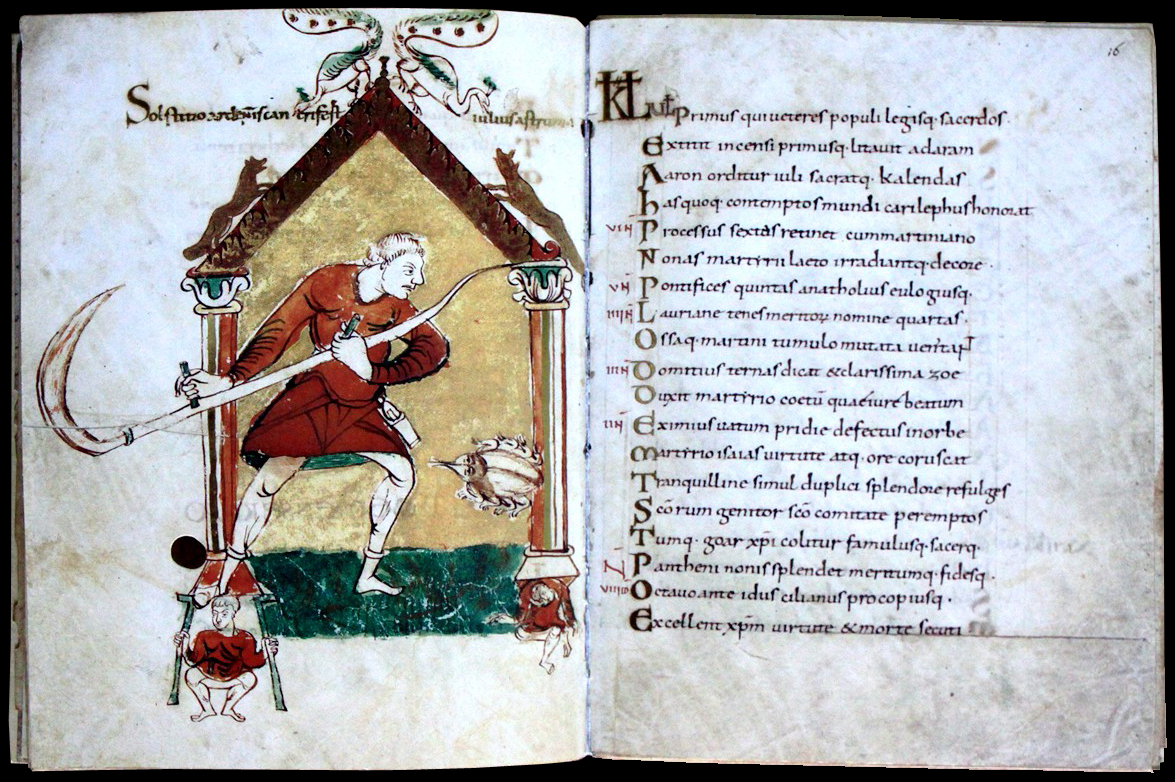
Martirologio di Vandalberto: il mese di Luglio

Della vita personale di Vandalberto poco si conosce. Al più tardi nell'839 egli fu monaco nell'abbazia di Prüm, a quel tempo importante centro religioso carolingio.
L'abate di Prüm, Marcovaldo, lo incaricò di scrivere la storia della vita di san Goar, l'opera nota come Vita et miracula sancti Goaris (Vita e miracoli di san Goar), in lingua latina.
Subito dopo Vandalberto scrisse, sempre in latino, un Martirologio in versi per l'Imperatore Lotario I, che terminò nell'848 o nell'849. Si tratta di un tipo di calendario dei santi per l'anno liturgico. Recentemente quest'opera ha condotto ad una riscoperta della poesia di Vandalberto: nel calendario poetico annesso al Martirologio, egli scrive sui mesi, sulle annate, sulla vita contadina, sulla caccia, sulla pesca, sulla frutticoltura e sulla viticoltura nello scorrere dell'anno.
Nella città di Prüm gli è stata intitolata una via.